# Mistrovství Asie a Oceánie v ledním hokeji
Mistrovství Asie a Oceánie v ledním hokeji, dříve IIHF Challenge Cup of Asia je mezinárodní turnaj asijských reprezentačních mužstev, která se buď neúčastní mistrovství světa, nebo hrají v jeho nejnižší divizi. Má zároveň pomáhat rozvoji ledního hokeje v Asii a pomáhat klasifikovat asijská mužstva vzhledem k Asijským zimním hrám. Turnaj pořádá Mezinárodní hokejová federace IIHF, a slouží k tomu, aby národní týmy z asijského kontinentu, které se neúčastní mistrovství světa v ledním hokeji měly mezinárodní srovnání se soupeři podobné síly. Kromě turnaje mužských reprezentací se od roku 2010 konají také turnaje ženských reprezentací, od roku 2012 se konají muži U18 a U20 . Od ročníku 2022/23 se turnaje žen, juniorů U20 a U18 konají pod názvem IIHF Asia and Oceania Championship.

## Muži
| Rok  | Pořadatel    | Účast | Divize 1     | Účast | 1. místo  | 2. místo  | 3. místo  | 4. místo | 5. místo  | 6. místo   |
| ---- | ------------ | ----- | ------------ | ----- | --------- | --------- | --------- | -------- | --------- | ---------- |
| 2008 | Kowloon      | 6     | —            | —     | Tchaj-wan | Malajsie  | Hongkong  | Thajsko  | Singapur  | Macao      |
| 2009 | Abú Zabí     | 8     | —            | —     | SAE       | Thajsko   | Malajsie  | Hongkong | Mongolsko | Singapur   |
| 2010 | Tchaj-pej    | 9     | —            | —     | Tchaj-wan | SAE       | Thajsko   | Malajsie | Hongkong  | Mongolsko  |
| 2011 | Kuvajt       | 6     | —            | —     | Hongkong  | SAE       | Thajsko   | Kuvajt   | Macao     | Indie      |
| 2012 | Déhrádún     | 7     | —            | —     | SAE       | Thajsko   | Malajsie  | Kuvajt   | Tchaj-wan | Indie      |
| 2013 | Bangkok      | 10    | —            | —     | Tchaj-wan | Hongkong  | Mongolsko | Kuvajt   | Thajsko   | SAE        |
| 2014 | Abú Zabí     | 6     | Biškek       | 4     | Tchaj-wan | SAE       | Mongolsko | Thajsko  | Hongkong  | Kuvajt     |
| 2015 | Tchaj-pej    | 5     | Kuvajt       | 6     | Tchaj-wan | SAE       | Mongolsko | Thajsko  | Macao     | Kuvajt     |
| 2016 | Abú Zabí     | 5     | Biškek       | 5     | Tchaj-wan | SAE       | Mongolsko | Thajsko  | Singapur  | Kyrgyzstán |
| 2017 | Bangkok      | 5     | Kuvajt       | 4     | SAE       | Mongolsko | Thajsko   | Singapur | Malajsie  | Kuvajt     |
| 2018 | Pasay        | 5     | Kuala Lumpur | 4     | Mongolsko | Thajsko   | Filipíny  | Singapur | Kuvajt    | Malajsie   |
| 2019 | Kuala Lumpur | 7     | —            | —     | Mongolsko | Filipíny  | Singapur  | Malajsie | Indonésie | Macao      |
| 2020 | Singapur     | 6     | —            | —     | —         | —         | —         | —        | —         | —          |

## Ženy
| Rok  | Pořadatel         | Účast             | Divize 1          | Účast             | 1. místo          | 2. místo          | 3. místo                | 4. místo          | 5. místo                | 6. místo          |
| ---- | ----------------- | ----------------- | ----------------- | ----------------- | ----------------- | ----------------- | ----------------------- | ----------------- | ----------------------- | ----------------- |
| 2010 | Šanghaj           | 4                 | Ne                | Ne                | Čína 1            | Japonsko          | Severní Korea           | Čína 2            | Ne                      | Ne                |
| 2011 | Nikkó             | 3                 | Ne                | Ne                | Japonsko          | Čína              | Jižní Korea             | Ne                | Ne                      | Ne                |
| 2012 | Cicikar           | 4                 | Ne                | Ne                | Japonsko          | Čína 1            | Čína 2                  | Jižní Korea       | Ne                      | Ne                |
| 2013 | turnaj se nekonal | turnaj se nekonal | turnaj se nekonal | turnaj se nekonal | turnaj se nekonal | turnaj se nekonal | turnaj se nekonal       | turnaj se nekonal | turnaj se nekonal       | turnaj se nekonal |
| 2014 | Charbin           | 4                 | Kowloon           | 4                 | Čína              | Severní Korea     | Jižní Korea             | Austrálie         | Hongkong                | Thajsko           |
| 2015 | Ne                | Ne                | Tchaj-pej         | 3                 | Tchaj-wan         | Thajsko           | Hongkong                | Ne                | Ne                      | Ne                |
| 2016 | Ne                | Ne                | Tchaj-pej         | 5                 | Tchaj-wan         | Thajsko           | Singapur                | Malajsie          | Indie                   | Ne                |
| 2017 | Bangkok           | 7                 | Ne                | Ne                | Nový Zéland (18)  | Thajsko           | Singapur                | Indie             | Filipíny                | SAE               |
| 2018 | Kuala Lumpur      | 4                 | Kuala Lumpur      | 4                 | Tchaj-wan (18)    | Nový Zéland (18)  | Thajsko                 | Singapur          | Malajsie                | SAE               |
| 2019 | Abú Zabí          | 5                 | Abú Zabí          | 4                 | Thajsko           | Tchaj-wan (18)    | Singapur                | Nový Zéland (18)  | Malajsie                | Filipíny          |
| 2020 | Manila            | 4                 | Manila            | 4                 | turnaj se nekonal | turnaj se nekonal | turnaj se nekonal       | turnaj se nekonal | turnaj se nekonal       | turnaj se nekonal |
| 2023 | Bangkok           | 8                 | Ne                | Ne                | Thajsko           | Írán              | Singapur                | Indie             | Spojené arabské emiráty | Malajsie          |
| 2024 | Biškek            | 5                 | Ne                | Ne                | Írán              | Filipíny          | Spojené arabské emiráty | Indie             | Kyrgyzstán              | Ne                |
| 2025 | Al-Ajn            | 6                 | Ne                | Ne                | Filipíny          | Írán              | Indie                   | Malajsie          | Spojené arabské emiráty | Kyrgyzstán        |

## Muži U20
| Rok  | Pořadatel        | Účast | Divize 1     | Účast | 1. místo      | 2. místo      | 3. místo                | 4. místo                | 5. místo  | 6. místo  |
| ---- | ---------------- | ----- | ------------ | ----- | ------------- | ------------- | ----------------------- | ----------------------- | --------- | --------- |
| 2010 | Kojang           | 3     | —            | —     | Japonsko      | Jižní Korea   | Čína                    | —                       | —         | —         |
| 2011 | Čchang-čchun     | 4     | —            | —     | Japonsko      | Jižní Korea   | Čína                    | Tchaj-wan               | —         | —         |
| 2012 | Soul             | 5     | —            | —     | MHL Red Stars | Japonsko      | Jižní Korea             | Čína                    | Tchaj-wan | —         |
| 2013 | Chabarovsk       | 3     | —            | —     | Japonsko      | MHL Red Stars | Jižní Korea             | —                       | —         | —         |
| 2014 | Južno-Sachalinsk | 4     | —            | —     | MHL Red Stars | Kazachstán    | Japonsko                | Jižní Korea             | —         | —         |
| 2018 | Kuala Lumpur     | 5     | —            | —     | Malajsie      | Kyrgyzstán    | Spojené arabské emiráty | Filipíny                | Indie     | —         |
| 2019 | Kuala Lumpur     | 4     | Kuala Lumpur | 4     | Malajsie      | Kyrgyzstán    | Filipíny                | Spojené arabské emiráty | Thajsko   | Mongolsko |
| 2020 | Bangkok          | 5     | Bangkok      | 5     | —             | —             | —                       | —                       | —         | —         |
| 2022 | Bangkok          | 8     | —            | —     | Thajsko       | Singapur      | Hongkong                | Spojené arabské emiráty | Malajsie  | Filipíny  |

## Muži U18
V letech 1984 až 2002 se konalo Mistrovství Asie a Oceánie v ledním hokeji do 18 let. Poté bylo sloučeno s mistrovstvím světa. V roce 2012 se soutěž opět konala pod názvem IIHF U18 Challenge Cup of Asia podle vzoru stejnojmenné soutěže mužských národních týmů. Od roku 2023 se soutěž koná opět jako Mistrovství Asie a Oceánie v ledním hokeji do 18 let.
| Rok  | Pořadatel          | Účast | Divize 2    | Účast | 1. místo      | 2. místo                | 3. místo      | 4. místo                | 5. místo      | 6. místo  |
| ---- | ------------------ | ----- | ----------- | ----- | ------------- | ----------------------- | ------------- | ----------------------- | ------------- | --------- |
| 1984 | Kuširo, Tomakomai  | 4     | Ne          | Ne    | Japonsko      | Čína                    | Jižní Korea   | Austrálie               | Ne            | Ne        |
| 1985 | Soul               | 3     | Ne          | Ne    | Japonsko      | Jižní Korea             | Austrálie     | Ne                      | Ne            | Ne        |
| 1986 | Adelaide           | 4     | Ne          | Ne    | Japonsko      | Čína                    | Jižní Korea   | Austrálie               | Ne            | Ne        |
| 1987 | Ťi-lin             | 5     | Ne          | Ne    | Severní Korea | Čína                    | Japonsko      | Austrálie               | Jižní Korea   | Ne        |
| 1988 | Bendigo            | 4     | Ne          | Ne    | Čína          | Japonsko                | Jižní Korea   | Austrálie               | Ne            | Ne        |
| 1989 | Hačinohe           | 3     | Ne          | Ne    | Japonsko      | Jižní Korea             | Čína          | Ne                      | Ne            | Ne        |
| 1990 | Soul               | 4     | Ne          | Ne    | Japonsko      | Čína                    | Jižní Korea   | Austrálie               | Ne            | Ne        |
| 1991 | Ťi-lin             | 5     | Ne          | Ne    | Japonsko      | Čína                    | Severní Korea | Jižní Korea             | Mexiko        | Ne        |
| 1992 | Kuširo             | 5     | Ne          | Ne    | Japonsko      | Severní Korea           | Čína          | Jižní Korea             | Austrálie     | Ne        |
| 1993 | Soul               | 5     | Ne          | Ne    | Kazachstán    | Japonsko                | Jižní Korea   | Čína                    | Austrálie     | Ne        |
| 1994 | Peking             | 5     | Ne          | Ne    | Kazachstán    | Jižní Korea             | Japonsko      | Čína                    | Austrálie     | Ne        |
| 1995 | Obihiro            | 4     | Ne          | Ne    | Japonsko      | Kazachstán              | Čína          | Jižní Korea             | Ne            | Ne        |
| 1996 | Öskemen            | 4     | Ne          | Ne    | Kazachstán    | Jižní Korea             | Japonsko      | Čína                    | Ne            | Ne        |
| 1997 | Soul               | 4     | Ne          | Ne    | Japonsko      | Kazachstán              | Jižní Korea   | Čína                    | Ne            | Ne        |
| 1998 | Charbin            | 6     | Ne          | Ne    | Jižní Korea   | Japonsko                | Čína          | Austrálie               | Nový Zéland   | Thajsko   |
| 1999 | Nikkó              | 4     | Pchjongjang | 4     | Japonsko      | Jižní Korea             | Čína          | Austrálie               | Severní Korea | JAR       |
| 2000 | Čchang-čchun       | 4     | Bangkok     | 4     | Severní Korea | Jižní Korea             | Čína          | Austrálie               | Nový Zéland   | Tchaj-wan |
| 2001 | Soul               | 4     | Soul        | 3     | Jižní Korea   | Čína                    | Austrálie     | Nový Zéland             | Mongolsko     | Tchaj-wan |
| 2002 | Auckland           | 6     | Ne          | Ne    | Čína          | Austrálie               | Nový Zéland   | Mongolsko               | Tchaj-wan     | Thajsko   |
| 2012 | Abú Zabí           | 5     | Ne          | Ne    | Thajsko       | Spojené arabské emiráty | Malajsie      | Indie                   | Hongkong      | Ne        |
| 2023 | Ulánbátar          | 6     | Ne          | Ne    | Uzbekistán    | Turkmenistán            | Mongolsko     | Spojené arabské emiráty | Thajsko       | Írán      |
| 2024 | Taškent, Samarkand | 10    | Ne          | Ne    | Uzbekistán    | Thajsko                 | Mongolsko     | Spojené arabské emiráty | Írán          | Indie     |